# Jimmy Omonga
Jimmy Denewade Omonga est un chanteur, né le 11 janvier 1976 à Kinshasa, Congo, chantant alternativement en français, anglais et en lingala.

## Biographie

### Premières années
Né à Kinshasa, au Congo, Jimmy Omonga a étudié la guitare chanté dans un chœur d'église avant de composer ses premières chansons à l'âge de 16 ans et de former une bande qui a joué tout le trèfle à Kinshasa. La réputation de Jimmy s'est construite sur sa voix rafraîchissante[réf. souhaitée].
En 1995 Jimmy a joué à Luanda, Angola. Deux ans plus tard, il s'est installé au Cap et y a rejoint un nouveau groupe, où pour la première fois, il a combiné son Afropop congolais avec la tradition de chœur sud-africain.

### La fin des années 2000
Durant la Conférence musique internationale de Womex à Séville ont été dévoilées deux de ses chansons, qui lui valurent quelques mois plus tard d'être élu Chanteur de l'année 2008 au MWA
Sa voix chaude, les chansons fines qu'il a écrites ont fait que quelques mois plus tard Omonga a été élu Chanteur de l'année 2008  aux Music of the World Award (MWA) organisés par MokumTV, une télévision locale d'Amsterdam. Il s'agissait de la première distinction d'un artiste dont aucun album n'a été commercialisé.
À la suite de ce titre qui a lancé sa carrière, il a enregistré son premier album Destin dans le studio « Paris » en Afrique du Sud.

## Discographie
- Hippo Womex Sampler (2007) avec les chansons Kanisa et Nakonda.
- Destin (2008) avec les chansons Sakina, Zembele, Nakonda, Kosilika Te, Point Zero, Africa Weh, Destin, Nabondela, Kanisa, Rosa, et Lolenge.